# 코로나 방전
코로나 방전(corona discharge)이란 도체 주위의 유체의 이온화로 인해 발생하는 전기적 방전이며, 전위 경도(전기장의 세기)가 특정값을 초과하지만 완전한 절연 파괴나 아크를 발생하기에는 불충분한 조건일 때 발생한다.

## 개요

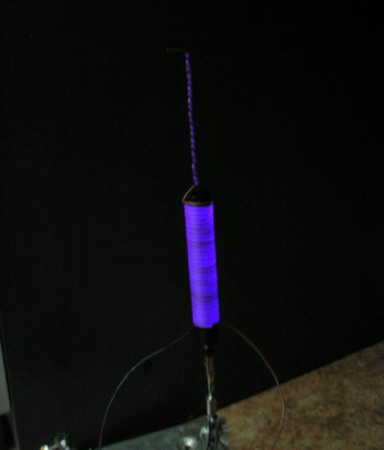
고전압 코일 주위의 코로나 방전

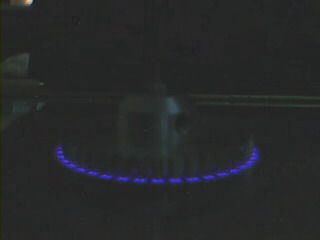
금속 기어의 톱니위의 코로나 방전

코로나는 공기와 같은 중성유체 속의 높은 전위의 전극으로부터 발생하는, 주로 지속적인 전류에 의한 반응으로, 유체가 전극 주위에 플라스마를 형성하도록 이온화되는 반응이다. 생성된 이온은 결국 낮은 전위인 주변 지역에 전하를 넘겨주거나, 재결합하여 중성 기체 분자를 형성한다.
전위 기울기(전기장)가 유체의 임계점보다 충분히 크면, 그 점에서 유체는 이온화하고, 전도성을 띄게 된다. 만약 대전된 물체에 뾰족한 점이 있다면, 그 점 주위의 공기는 다른 곳보다 높은 전위경도를 띠게 된다. 전극 주위의 공기는 이온화되며(부분적으로 전도성이 되어), 더 먼 부분은 이온화되지 않는다. 그 점 주위의 공기가 전도성을 띄면, 도체의 겉보기 크기가 커지는 효과가 생긴다. 새로운 전도성 구역은 덜 뾰족하기 때문에, 지금의 구역을 넘어서 이온화가 확대되지는 않는다. 이온화되고 전도성을 띄는 구역의 밖에서는 대전 입자가 중성이 되기 위해 천천히 반대 전하의 물체를 향하게 된다.
이온화 구역이 계속해서 커질 수 있는 기하학적 조건과 전위경도 조건이 만족된다면, 완전한 전도성 경로가 형성되어, 순간적인 스파크, 또는 지속적인 아크가 발생된다.
코로나 방전에서는 보통 두 개의 비대칭 전극이 있다. 하나는 뾰족하고(바늘이나 가는 전선의 끝처럼) 다른 하나는 덜 뾰족하다(철판이나 대지와 같이). 전극의 뾰족함 때문에 전극 주위에 높은 전위 기울기가 만들어지고, 플라스마가 생성된다.
코로나에는 양극 코로나와 음극 코로나가 있다. 이는 뾰족한 전극의 전압의 극성에 따라 결정된다. 만약 평평한 전극에 비해 뾰족한 전극이 양극이라면(전위가 높다면) 양극 코로나이고, 음극이라면(전위가 낮다면) 음극 코로나이다.(자세한 사항은 아래를 참조) 양극과 음극 코로나의 물리적인 성질은 놀랍게도 다르다. 이러한 비대칭성은 전자와 양전하 이온의 질량의 차이때문에 비롯되는데, 그 질량 차이때문에 오직 전자만이 보통의 온도와 압력에서 높은 수준의 이온화 비탄성 충돌을 견딜 수 있는 것이다.
코로나를 고려하는 중요한 이유는 코로나 반응이 일어나는 전도체 주변의 오존의 생성 때문이다. 음극 코로나는 양극 코로나에 비해 훨씬 많은 오존을 생성한다.

## 코로나 방전으로 인한 문제점
일상생활에서 코로나는 송전선 근처에서 볼 수 있으며 청각적 잡음과 전자적 잡음을 생성한다. 또한 전력 손실을 발생하고, 대기 입자와 반응하여 오존과 질소 산화물을 생성한다. 이에 송전선이 지나가는 지역의 사람들의 건강에 해로울 수 있다고 주장되고 있으나, 실제 코로나의 발생은 전력기기가 집중적으로 설치된 변전소에 비해 그 크기가 매우 미미하다. 또한 송전선은 그 높이가 대부분 지상 15m 이상에 설치되며 건축물과 상당한 거리를 두므로 송전선에 의한 코로나가 주변 거주인들의 건강에 영향을 미친다는 것은 입증된 바 없다. 또한 송전 설비는 코로나 방전에 의한 전력손실을 줄이기 위해 코로나의 발생을 최소화하도록 설계 시공된다. 코로나에 의한 전자적 잡음은 라디오나 TV의 수신에 영향을 미치기도 한다.
코로나 방전은 다음과 같은 경우에 문제점이 있다.
- 송전선에서의
  - 전력 손실
  - 소음
  - 전자기적 장해
  - 보라색 발광
  - 오존 생성
  - 절연 파괴
- 변압기, 축전기, 전동기, 발전기와 같은 전기 기기 내부에서, 코로나가 기기 내부의 절연을 파괴하고, 수명을 단축시킨다. O링(O-ring)같은 탄성중합체 부품이 오존 크래킹으로 인한 손상을 입기 때문이다.
- 고전압을 사용하되 오존 생성을 최소화해야 하는 상황
- 정전기 방전
- 뇌(lightning, 서지 전압)

전기장을 넓은 범위로 퍼뜨리고, 전기장의 경도를 코로나 임계값보다 낮추는 환형 장치인 코로나 링으로 코로나를 억제할 수 있다.

## 같이 보기
- 교류
- 크룩스관
- 키를리언 사진
- 세인트 엘모의 불

## 참고 문헌
- Junhong Chen, "Direct-Current Corona Enhanced Chemical Reactions", Ph.D. Thesis, University of Minnesota, USA. August 2002.
- F.W. Peek (1929), "Dielectric Phenomena in High Voltage Engineering", McGraw-Hill, ISBN 0-9726596-6-8.
- Leonard Loeb (1965). Electrical Coronas Their Basic Physical Mechanisms. University of California Press.
- James D. Cobine (1941, reprints in 1958, 1970)). Gaseous Conductors; Theory and Engineering Applications. McGraw-Hill or Dover reprints.